# Anhydritová podlaha
Anhydritová podlaha je podlahový potěr skládající se z anhydritu, kameniva (až do velikosti zrna 8 mm) a přidané vody. Pro zlepšení zpracování mohou být dodány chemické doplňky. Podlaha nesmí být vystavena trvalé vlhkosti, proto je tento potěr vhodný zejména pro suché prostory v budově. Ve srovnání s cementovým potěrem má anhydritový potěr nižší pevnost a může být proto méně zatížen.

## Anhydrit
Pro výrobu anhydritových podlah se používá nejčastěji termický anhydrit, který vzniká (po tepelném zpracování) z energosádrovce. Další možnost je syntetický anhydrit. Syntetický anhydrit vzniká jako vedlejší produkt při výrobě kyseliny. Další a poslední je přírodní anhydrit. 
Anhydrit je jen jedna ze složek pří výrobě anhydritové podlahy. Další složky jsou voda a písek frakce 0/4 (tj. zrno o velikosti 0 až 4 mm) a blíže nespecifikovaná chemie, která ulehčuje roztékání namíchané směsi. 
Jeden kubický metr anhydritové lité podlahy váží v suchém stavu cca 2 100 kilogramů, v mokrém stavu při ukládání cca 2 400 kg a jeho přibližné složení je následovné:
- písek (kamenivo frakce 0–4mm) – 1300 kg/m³
- anhydritové pojivo – 800 kg/m³
- voda – 300 litrů/m³
- chemická přísada – 10 litrů/m³

Zásadní rozdíl v chování anhydritového pojiva od cementového je v tom že se při reakci s vodou nesmršťuje. Díky této vlastnosti má pak podlaha vylitá anhydritem vyšší pevnost.

### Výhody oproti podlaze betonové
- menší konstrukční tloušťka
- menší zatížení konstrukce
- o 15 % lepší tepelná vodivost oproti betonu – vhodné pro podlahové topení
- bezespáré plochy – až 600 m² (uvádí se i 1000 m²)
- nivelace – rovné podlahy je možné docílit velmi snadno.

### Nevýhody
Jediná výrazně záporná stránka anhydritové podlahy je reakce na vodu. Při větším promočení anhydritové podlahy dochází ke znatelnému snížení pevnosti ve všech směrech. Po vysušení podlahy se vracejí parametry před promočením. 
Další nevýhodou je vytvoření nesoudržné vrstvy tzv. šlem (sintr) na povrchu vytvrzeného anhydritu, kterou je nutné před pokládkou lepené krytiny odstranit. Lze ji odstranit buď 36 až 48 hodin po zalití ostrou hranou škrabky na led nebo až po úplném vysušení a to pomocí podlahové brusky s brusným kotoučem na betonové povrchy.

### Provedení
- pevná podlaha
- plovoucí podlaha
- dutá podlaha

#### Pevné podlahy
Provádějí se na pevný podklad. Strop nebo základová deska. Tento druh konstrukce není vhodný do občanské výstavby.

#### Plovoucí podlahy
Provádějí se na separační vrstvu. Jako podklad většinou slouží tepelná nebo kročejová izolace.

#### Duté podlahy
Skladba se skládá z mezery mezi podkladní vrstvou a anhydritem. Jako podklad pro anhydritovou podlahu slouží většinou OSB desky.